# یان پولاک
یان پولاک (انگلیسی: Jan Polák؛ زادهٔ ۱۴ مارس ۱۹۸۱) یک بازیکن فوتبال اهل جمهوری چک است.
وی همچنین در تیم ملی فوتبال جمهوری چک بازی کرده‌است.